# Inergen
Inergen is de merknaam van een gasmengsel, bestaande uit stikstofgas, argon en koolstofdioxide, dat gebruikt wordt als blusmiddel, zoals bij blusgasinstallaties. De naam is een samentrekking van "inert gas" (namelijk argon) en "nitrogen" (stikstof). Het is een alternatief voor de vroeger veel gebruikte halonen, die niet meer mogen gebruikt worden omdat ze de ozonlaag aantasten. Inergen tast de ozonlaag niet aan, is niet toxisch, en heeft ook geen broeikaseffect.
Inergen bestaat uit 52 volumepercent stikstof, 40 vol.% argon en 8 vol.% koolstofdioxide. Bij deze samenstelling heeft het mengsel vrijwel dezelfde dichtheid als lucht. Inergen wordt opgeslagen onder hoge druk (niet vloeibaar) in gascilinders.
Inergen wordt ingezet voor de bescherming tegen brand van ruimten met gevoelige of kostbare inhoud, waar ook mensen aanwezig zijn, zoals computerzalen, controlekamers in de industrie, of museum- of bibliotheekzalen. Door inergen te verspreiden in de ruimte, creëert men een zuurstofarme atmosfeer; wanneer de zuurstofconcentratie voldoende laag wordt, zal de brand uitdoven (verstikken) door gebrek aan zuurstof. Bij inergen kan de zuurstofconcentratie tot onder 9,5 vol.% gebracht worden (dan is meer dan de helft van de ruimte gevuld met inergen), waarbij mensen die in de ruimte aanwezig zijn toch nog kunnen blijven ademhalen.
Dit komt door de toevoeging van koolstofdioxide aan het mengsel. De menselijke ademhaling reageert op de hoeveelheid CO2 bij uitademing. Door in de zuurstofarme atmosfeer voldoende CO2 te behouden (circa 4%), wordt de ademhaling gestimuleerd en blijft de zuurstofopname door de hersenen op het normale peil. Zo kan men de ruimte nog relatief rustig verlaten. Zonder die verhoogde CO2-concentratie zou men bij een zuurstofconcentratie beneden 15% niet meer normaal kunnen functioneren.
In vergelijking tot halonen zijn inertegasmengsels zoals inergen minder efficiënte brandblusmiddelen. Halonen doven een brand reeds bij een volumeconcentratie van 5 à 10%, bij "verstikkende" gassen zoals inergen moet dit minimaal 45 tot 50 vol.% zijn. Er zijn dus aanzienlijk meer gasflessen nodig om een ruimte te beschermen in vergelijking met de vroeger gebruikte halonen.
Een gelijkaardig systeem, dat enkel stikstofgas en argon bevat, is Argonite.